# Tôi là người Việt Nam
Tôi là người Việt Nam (tiếng Anh: I'm Vietnamese) là một bài hát của nữ ca sĩ Ánh Minh và là ca khúc chủ đề trong Paris by Night số 114 phát hành vào năm 2015. Ca khúc được sáng tác bởi chính Ánh Minh và Dương Khắc Linh. Video ca nhạc được đăng tải chính thức trên Youtube vào ngày 5 tháng 6 năm 2015.

## Nội dung
Nhìn về quá khứ để tiến đến tương lai, ca khúc nhắc nhở cộng đồng người Việt ở hải ngoại, nhất là thế hệ thứ 2 và thứ 3 sau hơn bốn mươi năm hoà nhập tại nơi đất khách quê người (Hoa Kỳ nói chung, cũng như các nước trên thế giới nói riêng) hãy luôn duy trì nét đẹp bản sắc văn hoá và hãy luôn nhớ rằng Tôi là người Việt Nam.
Trong video ca nhạc, Ánh Minh đã đi du lịch khắp các quốc gia từ Los Angeles, Rome và Paris, và trở về Vĩnh Long, Vịnh Hạ Long, Hội An... của Việt Nam để miêu tả hành trình khám phá của cô gái Việt Nam xa xứ.

## Liên kết
- Paris By Night 114 tại Thuý Nga Shop.
- Tôi là người Việt Nam trên YouTube